# Norrtull

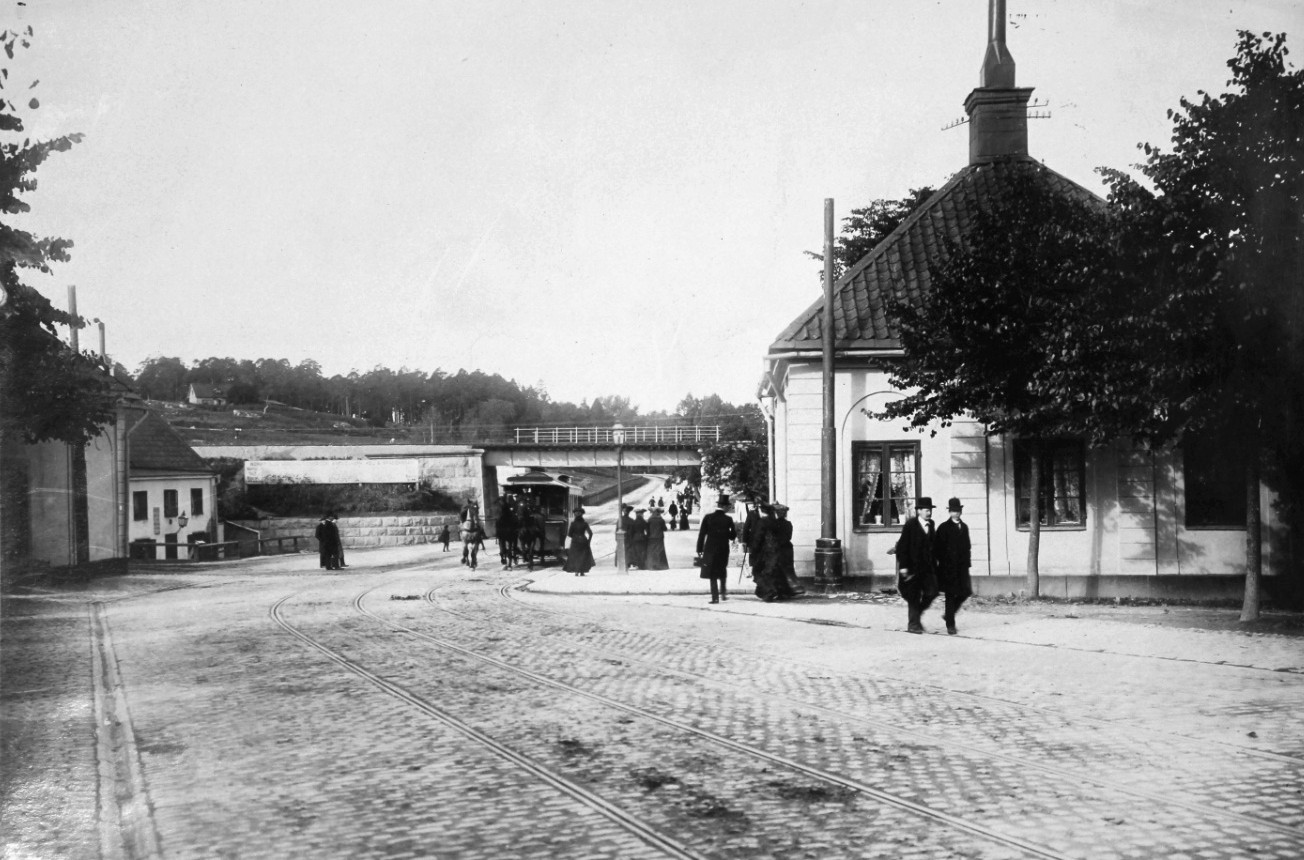
Norrtull vy mot norr omkring 1900–1910 med östra Tullhuset till höger..

Norrtull är en plats i Vasastan, Stockholm vid infarten till Stockholms innerstad från Uppsalavägen. Vid Norrtull togs stadstull upp från 1670-talet fram till början av 1800-talet. 

## Historik
Gästgiveriet Stallmästaregårdens affärer förbättrades på ett högst betydande sätt, när tullen flyttades till knutpunkten mellan Norrtullsgatan, Uppsalavägen och den starkt trafikerade vintervägen över Brunnsvikens is.
Norrtull, som ligger vid norra kanten av Stockholms innerstad, var tidigare en av Stockholms största trafikplatser. 72 000 fordon passerade här varje dygn under 1998. Fram till 1991 passerade även E4:an platsen. E20 mot Värtahamnen passerar Norrtull.

## Tullstugorna
Söder om trafikplatsen Norrtull och i förlängning med Norrtullsgatan står ännu de två gamla tullstugorna kvar, byggda 1733 efter ritningar av stadsarkitekt Johan Eberhard Carlberg. Kommungränsen mellan Stockholm och Solna går fortfarande precis norr om tullstugorna. Här tog man upp varutull. Den numera försvunna tullporten var utformad som en triumfbåge, den var byggd av trä och reste sig mellan tullhusen. 
År 1864 upphörde tullbevakningen men trafiken fortsatte mellan husen ända fram till 1940. År 2013 renoverades de gamla tullhusen och i samband med det togs den ursprungliga färgsättningen fram; rosa och vit. Tullhusen är blåmärkta av Stadsmuseet i Stockholm, vilket innebär att de utgör "synnerligen höga kulturhistoriska värden".

## Fondparti
Under det tidiga 1910-talet diskuterades hur den norra infartsvägen till Stockholm skulle se ut. Vägen till Uppsala gick som nämnts mellan tullstugorna vid Norrtull, och Stockholms stad ville att platsen skulle utvecklas till en värdig entré för staden. För detta behövde man även tänka på utformningen av Kvarteret Sländan som ligger i fonden, bakom tullstugorna om man kommer åkande från Uppsala.
I oktober 1914 fastslog Kungl. Maj:t att den tidigare fastigheten Sländan 3, inom kvarteret Sländan, skulle delas i tre delar, till de nuvarande Sländan 7, 8 och 9. Dessutom bestämda man att "...för erhållande af en enhetlig och tilltalande gatubild från norra infartsvägen till hufvudstaden upprättade förslaget till bebyggande af kvarteret Sländan. K. m:t har därvid föreskrifvit, att de nybildade tomterna skola bebyggas på så sätt, att byggnaderna å desamma mot Solnavägen (dagens Norra Stationsgatan) få enhetlig arkitektur."

## Historiska kartor

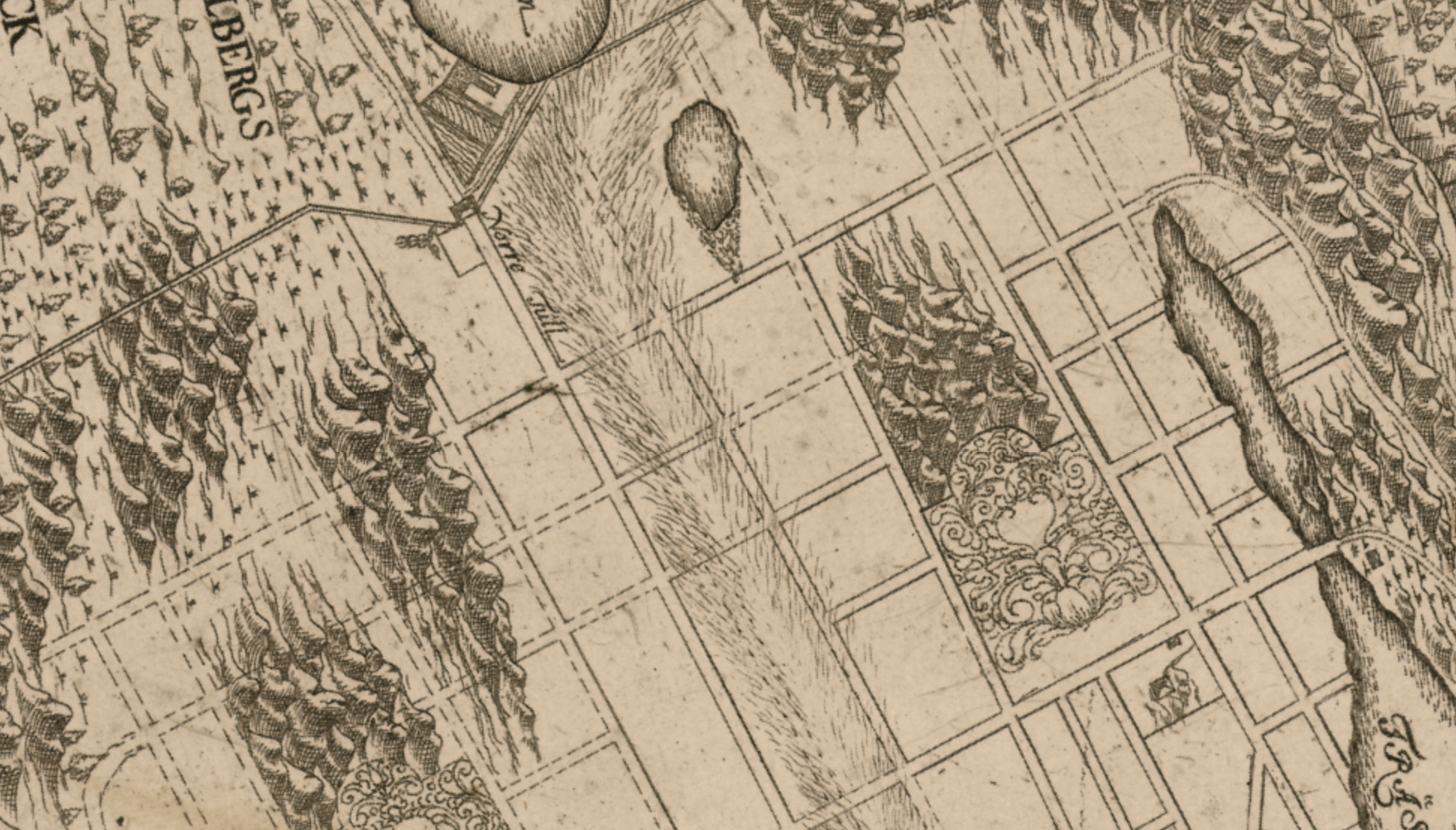
Norrtull på karta från 1702
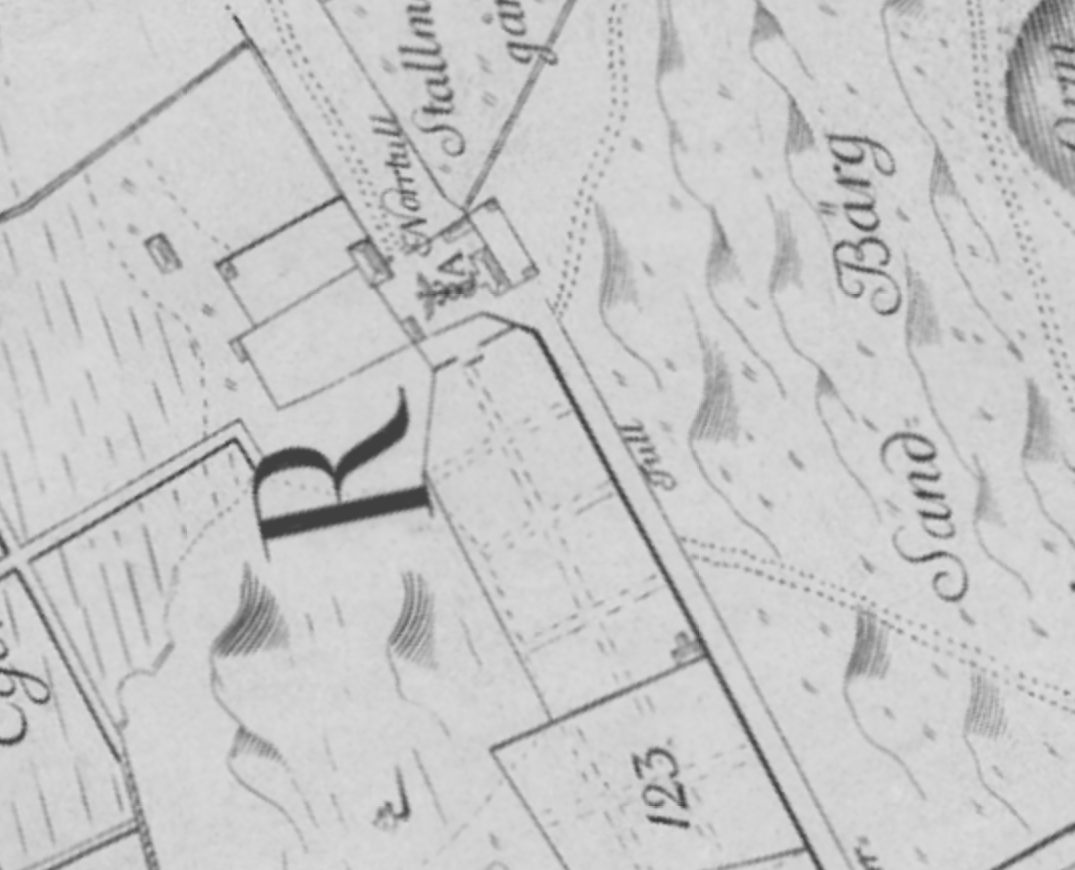
Norrtull på karta från 1733
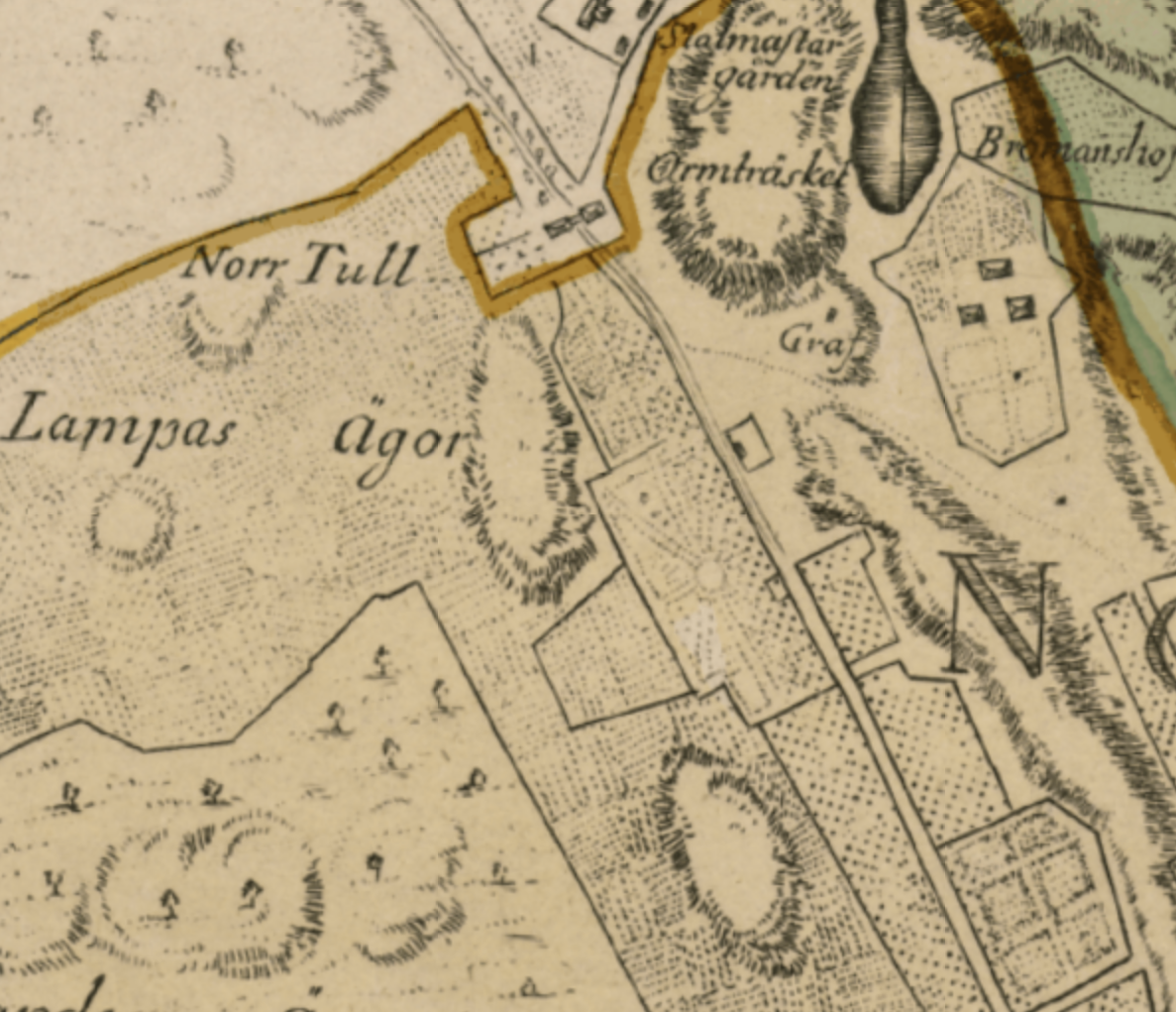
Norrtull på karta från 1751
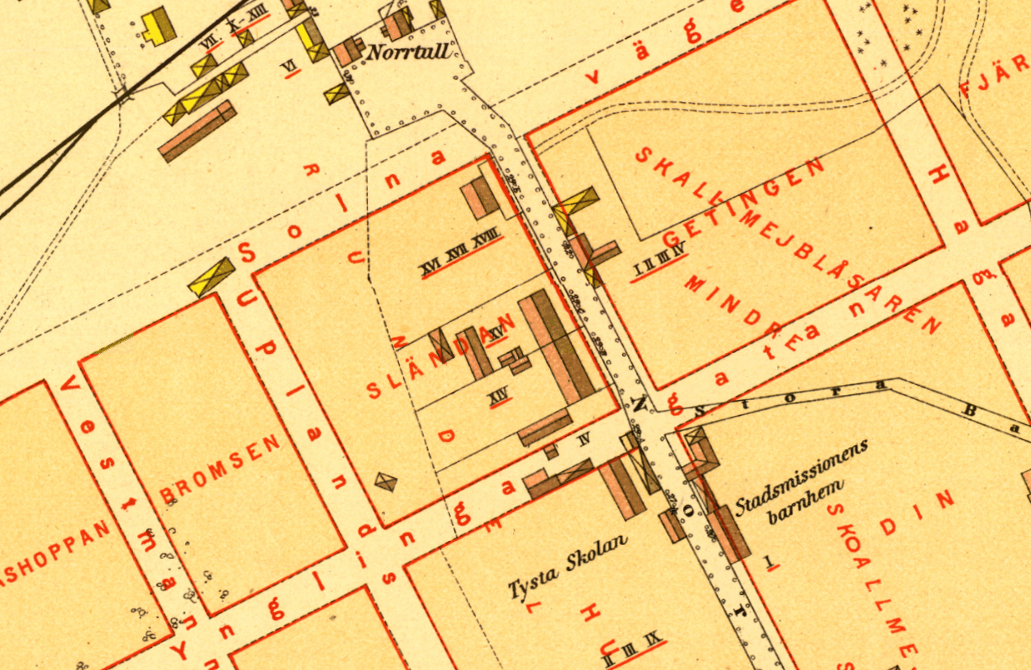
Norrtull på karta från 1885

## Bilder

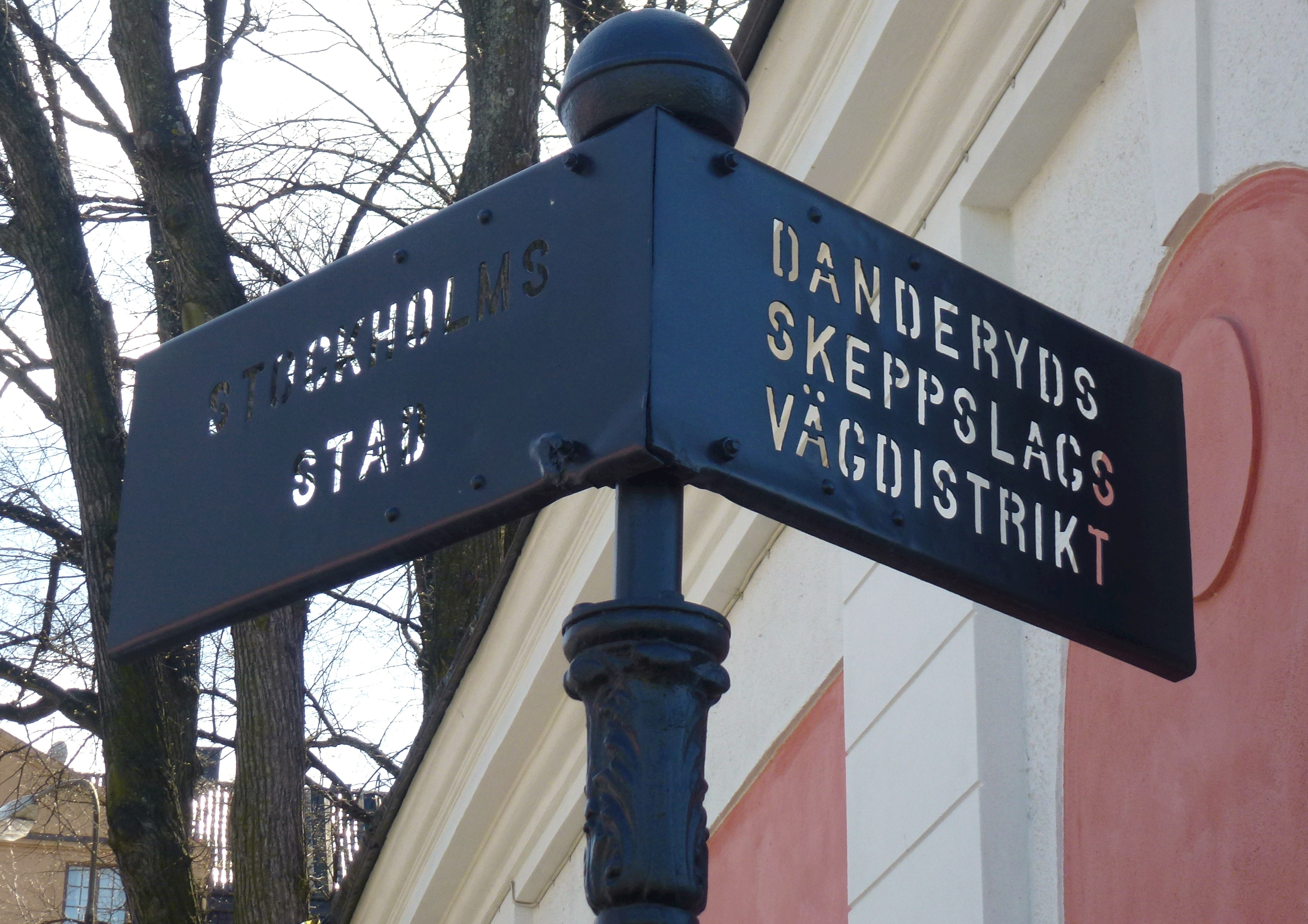
Gamla gränsskylten
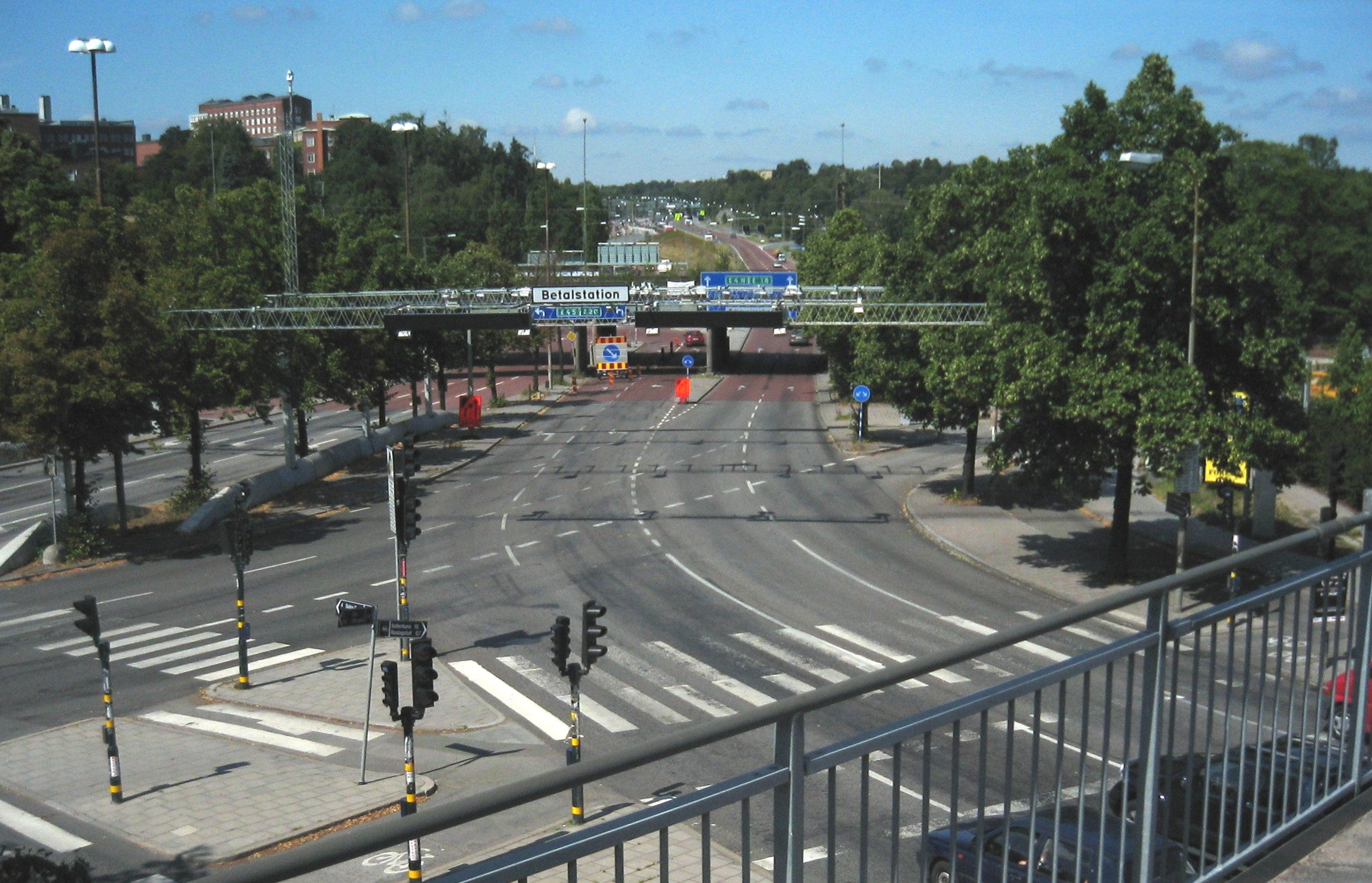
Trafikplatsen vid Norrtull, juli 2006
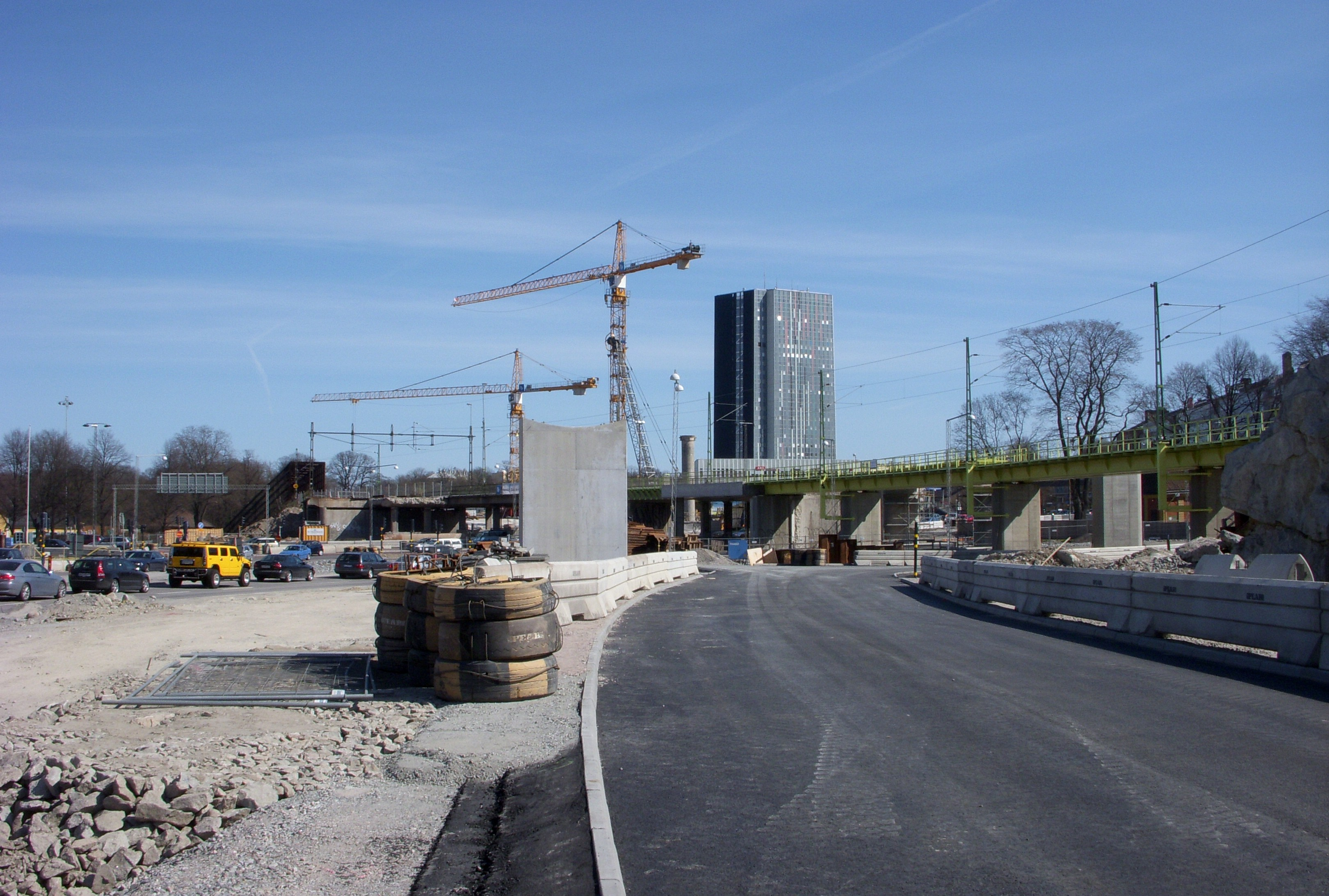
Trafikplatsen vid Norrtull, maj 2008
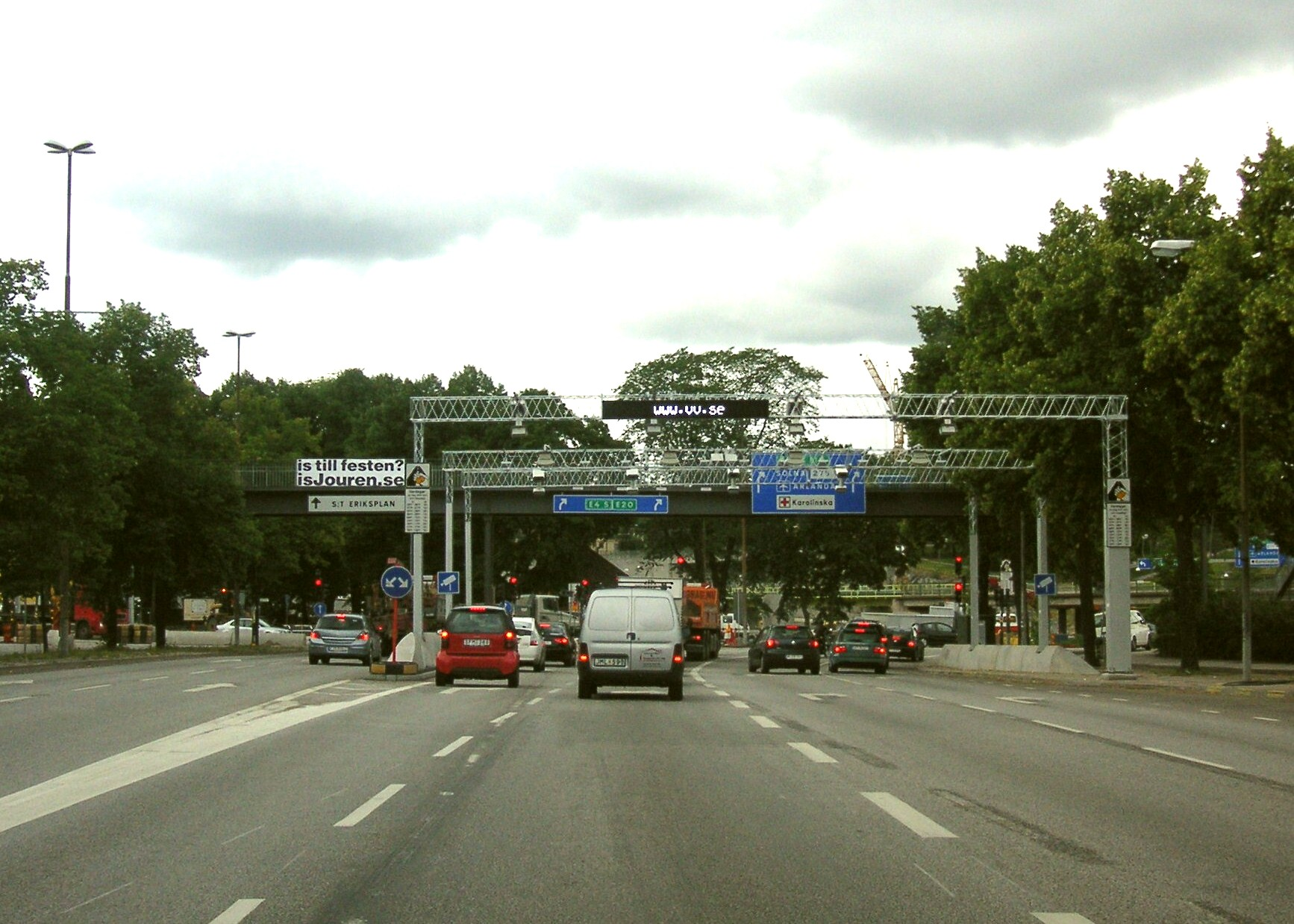
Trängselskatt-betalstation Norrtull, juni 2008